# طبقه‌بندی چینی اختلال‌های روانی
طبقه‌بندی چینی اختلال‌های روانی (چینی: 中国精神疾病分类方案与诊断标准، منتشرشده توسط انجمن روان‌پزشکی چین (CSP))، یک راهنمای بالینی است که در چین برای تشخیص اختلال روانی استفاده می‌شود. در حال حاضر در نسخه سوم، CCMD-3، به زبان چینی و انگلیسی نوشته شده‌است. این به‌طور عمدی از نظر ساختار و طبقه‌بندی شبیه به طبقه‌بندی بین‌المللی آماری بیماری‌ها (ICD) و راهنمای تشخیصی و آماری اختلال‌های روانی، دو کتابچه راهنمای تشخیصی شناخته شده‌است، هرچند که شامل برخی تغییرها در تشخیص‌های اصلی آنها و حدود ۴۰ تشخیص مرتبط فرهنگی است.

## تاریخ
اولین طرح طبقه‌بندی روان‌پزشکی چینی منتشرشده در سال ۱۹۷۹ منتشر شد. یک سیستم طبقه‌بندی اصلاح‌شده، CCMD-1، در سال ۱۹۸۱ در دسترس قرار گرفت و در سال ۱۹۸۴ اصلاح شد (CCMD-2-R). CCMD-3 در سال ۲۰۰۱ منتشر شد.
بسیاری از روان‌پزشکان چینی بر این باور بودند که CCMD نسبت به سایر کتابچه‌های راهنما دارای مزایای ویژه‌ای، مانند سادگی، ثبات، گنجاندن دسته‌های متمایز فرهنگ، و حذف برخی از دسته‌های تشخیصی غربی است. ترجمه چینی آی‌سی‌دی-۱۰ از نظر زبانی پیچیده به نظر می‌رسید که شامل جمله‌های بسیار طولانی و اصطلاح‌ها و نحو ناجور است (لی، ۲۰۰۱).